# Lilia Zaouali
Lilia Zaouali (Sfax, 1960) è una scrittrice tunisina.

## Biografia
Dopo il dottorato all'Università Sorbonne - Paris IV, ha insegnato al Dipartimento di etnologia e scienze della religione all'Università di Jussieu (Paris VII), presso l'Accademia americana Sarah Lawrence di Parigi e ha collaborato presso la Cattedra di Diritto Comparato dell'Università del Piemonte Orientale. Altri interventi sugli scambi culturali.

Studiosa di storia dell'alimentazione, collabora con Slow Food.

## Opere
- Medieval Cuisine of the Islamic World: A Concise History with 174 Recipes, University of California Press, 2007, ISBN 9780520247833 (con Charles Perry)
- L'islam a tavola dal medioevo a oggi, Laterza, 2004, ISBN 9788842084129
- Il sogno e l'approdo. Racconti di stranieri in Sicilia, Sellerio, 2009